# 1915 en musique
| \| • Retour à la chronologie générale de la musique populaire • \| |
| XXIe siècle • XXe siècle • XIXe siècle • XVIIIe siècle XVIIe siècle • XVIe siècle • XVe siècle • XIVe siècle XIIIe siècle • XIIe siècle • XIe siècle • Xe siècle IXe siècle • VIIIe siècle • Haut Moyen Âge • Rome • Grèce |
| • Retour à la chronologie générale de la musique populaire • |

| • Retour à la chronologie générale de la musique populaire • |

| Années de la musique populaire : 1912 - 1913 - 1914 - 1915 - 1916 - 1917 - 1918    |
| Décennies de la musique populaire : 1880 - 1890 - 1900 - 1910 - 1920 - 1930 - 1940 |

Cet article présente les faits marquants de l'année 1915 en musique.

## Évènements et œuvres
- 20 février - 4 décembre : la Panama-Pacific International Exhibition de San Francisco, en l'honneur du percement du canal de Panama, réunit des danseurs de Hula venus d'Hawaï et des guitaristes autochtones. Début d'un engouement national pour la musique hawaïenne aux États-Unis[1].
- 21 octobre : Les Jubilee Singers de l'Université Fisk enregistrent le negro spiritual Steal Away to Jesus[2].
- Décembre : Le Prince's Orchestra fait le premier enregistrement de St. Louis Blues de W. C. Handy[3].

## Naissances
- 29 janvier : John Serry (père), accordéoniste de concert, organiste, compositeur, éducateur américain († 14 septembre 2003).
- 4 avril : Muddy Waters, chanteur et guitariste de blues américain († 30 avril 1983).
- 7 avril : Billie Holiday, chanteuse de blues et de jazz américaine († 17 juillet 1959).
- 2 mai : Van Alexander, compositeur américain († 19 juillet 2015).
- 9 juin : Les Paul,  guitariste et inventeur américain († 12 août 2009).
- 28 juin : Honeyboy Edwards, chanteur-guitariste et harmoniciste de blues américain († 29 août 2011).
- 13 juillet : Paul Williams, saxophoniste baryton et alto, chanteur et chef d’orchestre de rhythm and blues américain († 14 septembre 2002).
- 4 août : Irving Fields, pianiste américain († 20 août 2016).
- 24 août : Wynonie Harris, chanteur de blues et de rhythm and blues américain († 14 juin 1969).
- 3 septembre : Memphis Slim, chanteur et pianiste de blues américain († 24 février 1988).
- 14 septembre : Gösta Schwarck, compositeur, agent artistique et homme d'affaires danois († 11 mars 2012).
- 15 octobre : Nita Raya, danseuse, chanteuse, meneuse de revue (Folies-Bergère) et actrice française († 25 mars 2015).
- 18 octobre : Grande Otelo, acteur, chanteur et compositeur brésilien († 26 novembre 1993).
- 16 novembre : Alphonse « Bois sec » Ardoin, accordéoniste cadien de zydeco († 16 mai 2007).
- 30 novembre : Brownie McGhee, chanteur et guitariste de blues américain († 16 février 1996).
- 12 décembre : Frank Sinatra, chanteur et acteur américain († 14 mai 1998).
- 19 décembre : Édith Piaf, chanteuse française († 10 octobre 1963).